# L.E.J.
L.E.J. (Abkürzung für die Vornamen Lucie, Élisa und Juliette), auch Elijay geschrieben, ist ein französisches Trio aus der Stadt Saint-Denis, nördlich von Paris. Mitglieder sind Lucie Lebrune, Élisa Paris und Juliette Saumagne.

## Geschichte
Lucie, Elisa und Juliette sind zwischen August und November 1993 geboren und wuchsen im selben Haus in Saint-Denis auf. Sie lernten gleichzeitig Musik am Konservatorium. Elisa und Lucie waren Studenten beim Maîtrise de Radio France, Juliette studierte bis 2013 am Conservatoire de Saint Denis.
2013 waren L.E.J. im Rahmen eines Gesangswettbewerbs der französischen Band „Tryo“ erstmals gemeinsam aufgetreten und hatten den Wettbewerb gewonnen. Seitdem singen sie zusammen und gründeten die Band. Das Trio wurde im französischen Sprachraum vor allem durch Medleys/Mashups bekannter englischer Songs auf Youtube bekannt, vor allem durch Summer 2015, einem Medley französischer und internationaler Hits des Sommers 2015. Juliette Saumagne spielt Cello und singt im Background, Lucie Lebrun und Élisa Paris sind die Sängerinnen.

## Stil
Das Repertoire der Gruppe basiert auf einem Crossover aus klassischer und Weltmusik; ihr Stil wird auch als „eklektisch“ bezeichnet. In ihrem Song La Dalle behandeln sie das Thema sexueller Belästigung auf der Straße.
Zur Single Tous les Deux veröffentlichten sie im März 2020 ein kollaboratives Video, in dem Paare aus aller Welt zur Musik tanzen. Nach einem Aufruf in den sozialen Medien hatten sie aus 400 Einsendungen Aufnahmen aus 123 Orten in 27 Ländern zu einem Video zusammengeschnitten.

## Diskografie

### Alben
| Jahr | Titel Musiklabel                            | Höchstplatzierung, Gesamtwochen, AuszeichnungChartplatzierungen (Jahr, Titel, Musiklabel, Platzierungen, Wochen, Auszeichnungen, Anmerkungen) | Höchstplatzierung, Gesamtwochen, AuszeichnungChartplatzierungen (Jahr, Titel, Musiklabel, Platzierungen, Wochen, Auszeichnungen, Anmerkungen) | Höchstplatzierung, Gesamtwochen, AuszeichnungChartplatzierungen (Jahr, Titel, Musiklabel, Platzierungen, Wochen, Auszeichnungen, Anmerkungen) | Anmerkungen                            |
| Jahr | Titel Musiklabel                            | FR | BEW | CH | Anmerkungen                            |
| ---- | ------------------------------------------- | --- | --- | --- | -------------------------------------- |
| 2015 | En attendant l’album… Universal Music (UMG) | FR4 ×3Dreifachplatin · (87 Wo.)FR | BEW26 (44 Wo.)BEW | CH39 (6 Wo.)CH | Erstveröffentlichung: 4. Dezember 2015 |
| 2018 | Poupées russes Mercury Records (UMG)        | FR5 (22 Wo.)FR | BEW16 (19 Wo.)BEW | CH21 (3 Wo.)CH | Erstveröffentlichung: 8. Juni 2018     |
| 2020 | Pas peur Mercury Records (UMG)              | FR11 (17 Wo.)FR | BEW25 (7 Wo.)BEW | CH54 (2 Wo.)CH | Erstveröffentlichung: 29. Mai 2020     |

### Singles
| Jahr | Titel Album                             | Höchstplatzierung, Gesamtwochen, AuszeichnungChartplatzierungen (Jahr, Titel, Album, Platzierungen, Wochen, Auszeichnungen, Anmerkungen) | Höchstplatzierung, Gesamtwochen, AuszeichnungChartplatzierungen (Jahr, Titel, Album, Platzierungen, Wochen, Auszeichnungen, Anmerkungen) | Anmerkungen                             |
| Jahr | Titel Album                             | FR | BEW | Anmerkungen                             |
| --- | --------------------------------------- | --- | --- | --------------------------------------- |
| 2015 | Summer 2014 –                           | FR46 (14 Wo.)FR | — | Erstveröffentlichung: 14. August 2015   |
| 2015 | Summer 2015 En attendant l’album…       | FR1 (39 Wo.)FR | BEW33 (3 Wo.)BEW | Erstveröffentlichung: 21. August 2015   |
| 2015 | Seine-Saint-Denis En attendant l’album… | FR89 (12 Wo.)FR | — |                                         |
| 2015 | Hip Hop Mash Up En attendant l’album…   | FR39 (13 Wo.)FR | — | Erstveröffentlichung: 2. November 2015  |
| 2015 | Hanging Tree En attendant l’album…      | FR99 (2 Wo.)FR | — | Erstveröffentlichung: 16. November 2015 |
| 2015 | La dalle En attendant l’album…          | FR163 (4 Wo.)FR | — | Erstveröffentlichung: 21. Dezember 2015 |
| 2016 | Summer 2016 –                           | FR5 (6 Wo.)FR | — | Erstveröffentlichung: 5. August 2016    |
| 2016 | Game of Bells –                         | FR186 (1 Wo.)FR | — | Erstveröffentlichung: 2. Dezember 2016  |
| Folgende Lieder erschienen nicht als Single, wurden aber durch das Album zum Download und Streaming bereitgestellt und konnten somit eine Platzierung erlangen: |                                         | | |                                         |
| |                                         | | |                                         |
| 2015 | Get Lucky En attendant l’album…         | FR196 (1 Wo.)FR | — |                                         |

### Nominierungen
- NRJ Music Awards 2015: Beste Französische Band/Duo des Jahres[7]
- NRJ Music Awards 2016: Beste Frankophone Band/Duo des Jahres[8]
- Globes de cristal 2017: Beste weibliche Künstler[9]
- Victoires de la Musique 2017: Bühne Révélation